# Patera
V materialni kulturi antike je fiala ali patera  plitva keramična ali kovinska skleda za pitno daritev. Pogosto ima balonast popek (omfalos – popek) v sredini na dnu za lažji prijem. Navadno nima ročajev in nog (čaša za pitje z ročaji je kiliks; okrogel pladenj z dvema ročajema ni patera, nekaj pater pa ima en sam dolg ročaj). Čeprav se izraza lahko uporabljata enakovredno, zlasti v smislu etruščanske kulture, je fiala pogostejša pri grških oblikah in patera v rimskem okolju.

## Uporaba
Pitna daritev je osrednji in bistveni del antične grške religije in ena najpreprostejših in najbolj razširjenih oblik verskega obreda.  Je eden temeljnih verskih aktov, ki določajo pobožnost v antični Grčiji, ki sega v bronasto dobo in celo prazgodovinsko Grčijo.  Pitna daritev je bila del vsakdanjega življenja, pobožnost, ki so jo opravljali vsak dan, zjutraj in zvečer, kakor tudi pred začetkom obrokov.  Najpogosteje so darovali mešanico vina in vode, lahko pa tudi čisto vino, med, olje, vodo ali mleko. 
Oblika pitne daritve se imenuje spondē in je običajno obredno nalivanje vina iz vrča ali sklede, ki so jo držali v roki. Najpogostejši obred je bil zlijte tekočine iz oinochoeja (vinski vrč) v patero. Daritev je spremljala molitev. Grki so stali, ko so molili, s povzdignjenimi rokami ali so darovali z desno iztegnjeno roko. Potem ko je bilo vino izlito iz fiale, so preostanek vsebine popili starešine.
V rimski umetnosti je pitna daritev prikazana pri oltarju, menzi (žrtvena miza) ali tripodu. To je najpreprostejša oblika žrtvovanja in je lahko bila zadostna daritev sama po sebi. Uvodni obred (praefatio) za žrtvovanje živali vključuje kadilo in daritev vina na gorečem oltarju.  Cesarji in božanstva so zlasti na kovancih pogosto upodobljeni, kako zlivajo daritev iz patere. Prizori pitne daritve in sama patera pogosto označujejo sočutje, verske dolžnosti ali spoštovanje.
- Pitna daritev na simpoziju (atiška rdečefiguralna čaša, okoli 480 pr. n. št.)
- Apolon zliva daritev (atiška tehnika bele podlage – kiliks, okoli 460 pr. n. št.)
- Nike vozi kočijo z dvovprego na apulijski pateri (pladenj), 4. stoletje pr. n. št.
- Etruščanski duhovnik s fiale (2. stoletje pr. n. št.)
- Rimski duhovnik, (2.–3. stoletje pr. n. št.)
- Srebrna fiala (620–590 pr. n. št. iz vasi Bajindir (Izmir), Elmali,danes v Turčiji
- Hobotnica in delfin, motiv na keramični fiali (510–500 pr. n. št., iz Eretrije, Evboja)
- Zlata fiala (4.–3. stoletje pr. n. št.)
- Srebrna patera iz Hispanije (Rimska Španija), 2.–1. stoletje pr. n. št.)
- Srebrna patera iz Sirije, okrašena z bogovi in legendarnimi figurami, najdena v  Rimu, 2. stoletje, Britanski muzej[7]

## Arhitektura
V arhitekturi se lahko ovalni mavčni frizi na stavbah imenuje patere.